# Escut de Sellent
L'escut de Sellent és un símbol representatiu oficial del municipi valencià de Sellent (Ribera Alta). Té el següent blasonament:
| « | Escut quarterat en sautor. Primer i quart, d'atzur, una casa d'argent; segon i tercer, d'or, un card de sinople. Al cap, d'or, quatre pals de gules. Per timbre, una corona reial tancada. | » |

## Història
Ordre del 18 de setembre de 1985, de la Conselleria d'Administració Pública. Publicat en el DOGV núm. 300, del 31 d'octubre de 1985.
S'hi representen les armes dels Soler, senyors del poble al segle XV i, més endavant, comtes de Sellent al segle xvii. Al cap, els quatre pals del Regne de València.